# Distrito de Alto Inambari
El distrito peruano de Alto Inambari es uno de los 10  distritos que conforman la Provincia de Sandia, ubicada en el Departamento de Puno, perteneciente a la Región Puno,  en el sudeste Perú.
Su capital es Massiapo.
Desde el punto de vista jerárquico de la Iglesia católica forma parte de la Prelatura  de Ayaviri en la Arquidiócesis de Arequipa.

## Demografía
La población estimada en el año 2000 es de 4 762 habitantes.

## Central Hidroeléctrica
Proyecto de central hidroeléctrica en el Río Inambari, una de las 14 a ubicar en la selva peruana que harán posible, un aprovechamiento de 20,000 MW. Se trata de un territorio de selva caracterizado por su alta biodiversidad, el bosque amazónico. Las obras supondrán el desplazamiento de miles de personas para generar energía fundamentalmente para el Brasil.

## Autoridades

### Municipales
- 2023 - 2026[5]
  - Alcalde: Leo Williams Calsina Álvarez
  - Regidores:

  1. Isaac Pari Suca
  2. Adela Elsa Toledo Thacca
  3. Yury Zolano Pinto Quispe
  4. Yolanda Mamani Paredes
  5. Lucio Centeno Mamani